# Kōjirō Oka
Kōjirō Oka (岡幸二郎, Oka Kōjirō), né le 10 octobre 1967 à Ōkawa au Japon, est un chanteur japonais spécialisé dans les comédies musicales.

## Biographie
Kōjirō Oka est diplômé du lycée Yanagawa et de l'université Daito Bunka, section faculté des études étrangères, département de chinois.
Il est un ancien membre de la compagnie théâtrale Gekidan Shiki.
Le 27 août 2014 sort un album retraçant son parcours dans la comédie musicale. Intitulé Best of Musical with Japan Philharmonic Orchestra, l'album comporte des duos avec Kozumi Yoshioka, Mio Kazuon, Ikusaburō Yamazaki, Kimura Hanayo, Ishii Kazutaka, Sasamoto Rena et Komada Hajime.
Un autre album centré sur les comédies musicales, I Am What I Am (～私はアタシ～), sort le 20 décembre 2017.

## Performances scéniques partielles
- 1992 : The Phantom of the Opera : Raoul
- 1994 / 1997 : Les Misérables : Enjolras
- 1996 : Peter Pan : Capitaine Crochet / Mr Darling
- 2003 / 2006 : Autant en emporte le vent
- 2003 / 2004-2007 : Les Misérables : Javert
- 2004 / 2009 : Miss Saigon : John
- 2005 / 2008 : The Producers : Carmen Ghia
- 2006 : Grand Hotel : Baron Felix Von Gaigern
- 2007 : Titanic : Barrett
- 2008 : Rudolf : Taaffe
- 2016 : Sweet Charity : Oscar Linquist
- 2016 / 2018 : 1789 : Les Amants de la Bastille : Comte Lazare de Peyrol
- 2017 / 2019 : Roméo et Juliette : Lord Capulet
- 2018 : La Petite Sirène : le Roi Triton
- 2021 : Roméo et Juliette : le Prince de Vérone
- 2025 : A Tale of Two Cities : Le Marquis St. Evrémonde

## Discographie partielle
- 2005 : Love Collection
- 2006 : The Prayer
- 2007 : Splendid Song ~Ryōichi Hattori Tribute~
- 2014 : Best of Musical with Japan Philharmonic Orchestra
- 2017 : I Am What I Am ～私はアタシ～